# Zales'e
Lo Zalessia (russo: Залесье, «oltre la foresta») è una regione storica russa, il nucleo del futuro stato moscovito/russo, comprendente la parte settentrionale e occidentale dell'oblast' di Vladimir, quella nord-orientale dell'oblast' di Mosca e quella meridionale dell'oblast' di Jaroslavl'. Nucleo del Principato di Vladimir-Suzdal' e ducato di Mosca, quest'area giocò un ruolo di primo piano nello sviluppo del futuro Stato russo.
Il nome allude alle fitte foreste (foresta di Bryans'k/Deberyans'k) che durante il medioevo separavano il Principato di Vladimir-Suzdal e ducato di Mosca, ma anche Repubblica di Novgorod dai Principati sulla parte centrale del fiume Dnipro (nucleo del protostato medievale ucraino Rus').

## Storia
Prima dell'arrivo degli Slavi, avvenuto nel IX secolo, l'area era abitata dai Merja, dai Muromi e altre tribù finniche, ma anche una tribù baltica, i Golindiani. Con il passare del tempo gli slavi e i finnici si mescolarono etnicamente e culturalmente; quest'amalgama costituì la nascita della prima etnogenesi della moderna nazione moscovita/russa.
Nel XII secolo fu conquistata e colonizzata da granduca di Rus' Svyatoslav "il corraggioso" e fu denominata Zalessia (in russo: Залесье), cioè terra oltre la foresta di Debryans'k/Bryans'k, quindi guardando dalla parte del nucleo del protostato ucraino, Rus', queste terre si trovarono oltre già nominata foresta ed erano terre di confine, "selvagge" che non erano mai del tutto considerate come terre libere uguali a quelle nel sud della Rus'. La popolazione dell'area crebbe tanto rapidamente che nel 1124 Jurij Dolgorukij decise di trasferire in via definitiva il soglio del suo principato da Rostov, situata sull'alto corso del Volga, a Suzdal', allo Zalessia, come già aveva fatto suo padre Vladimir II Monomaco nel 1093.
Suzdal' era la città più antica e più importante dello Zalessia. Altri importanti insediamenti urbani furono fondati o ampliati dallo stesso Jurij, come Pereslavl'-Zalesskij (1152), Jur'ev-Pol'skij (1152), Dmitrov (1154), Starodub sul Kljazma (1152), Ksnjatin (1136), e Jaropolč-Zalesski (1136). Gli attributi Zalesskij ("oltre i boschi") e Pol'skij ("campestre") furono utilizzati per distinguere le nuove città dalle omonime preesistenti e site nelle moderne Ucraina e Lituania.
Essendo in perenne attrito con i potenti boiardi di Suzdal', Jurij pensò di spostare la capitale del principato da quest'ultima alla nuova città di Pereslavl'-Zalesskij. La sua morte improvvisa non gli permise di portare a termine il proprio intento, ma suo figlio, Andrea I il Pio, spostò ugualmente il soglio ad un'altra città di nuova fondazione, Vladimir. L'antica nobiltà di Rostov e Suzdal' per tutta risposta organizzò un attentato contro il sovrano, dopo la cui uccisione scoppiò una breve guerra civile per la supremazia nello Zalessia.
Durante l'invasione mongola della Russia, dopo che i boschi furono gradualmente abbattuti e nuovi centri di potere sorsero nelle città di Mosca e Tver', l'importanza strategica dello Zalessia declinò. Nuovi centri urbani si svilupparono attorno a famosi monasteri (come Sergiev Posad e Kiržač) o residenze reali (come Aleksandrov e Radonež). A volte il termine Zalessia è utilizzato per indicare la vasta area che si trova tra l'alto corso del Volga e il basso corso del fiume Kljaz'ma. In tale accezione risulta equipollente al territorio dell'Anello d'oro.